# Bobine d'étain à souder
Une bobine d'étain est un petit rouleau de fil métallique utilisé pour réaliser des soudures, ou plus précisément des brasures, notamment pour connecter des composants électroniques et en plomberie.
L'alliage utilisé est généralement composé d'étain (60 %) et de plomb (40 %) car il présente une température de fusion très basse, avec un point eutectique inférieur à 200 °C.
La directive Européenne de protection de l'environnement, dite RoHS, proscrit à partir du 1er juillet 2006 l'utilisation de plomb pour la soudure électronique. Les alliages de remplacement, par exemple SnAgCu (étain, argent, cuivre), ont une température de fusion plus élevée et nécessitent une plus grande dépense énergétique.
Sur la photo ci-dessous, on voit clairement une bobine d'étain à souder (bleue) posée sur le corps de la station de brasage :

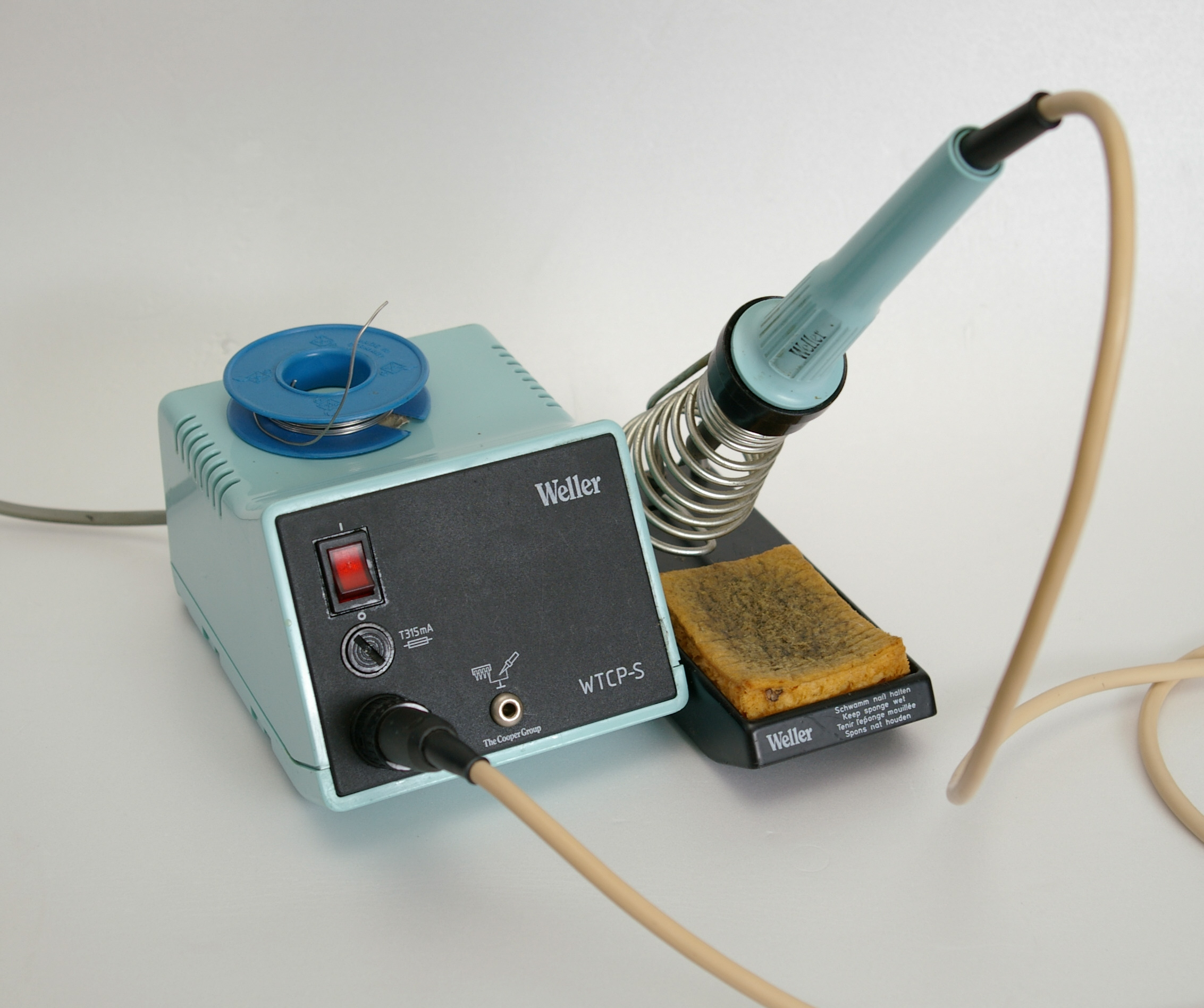
Station de brasage pour composants électroniques.

Le fil de la bobine est utilisé en appuyant l'extrémité du fil sur la jonction entre les métaux à souder chauffée par le fer et non sur la panne du fer (préalablement recouvert d'une fine couche de soudure fraiche et non oxydée pour assurer le contact thermique). Si on applique la soudure sur la panne du fer directement, la collophane décapante s'évapore sans avoir pu effectuer le nettoyage de la zone sur laquelle la soudure doit s'appliquer ; le risque de collage (mauvaise soudure) est ainsi élevé.